# بلاكبول الجنوبية (دائرة انتخابية في المملكة المتحدة)
بلاكبول الجنوبية  (بالإنجليزية: Blackpool South)‏ هي إحدى الدوائر الانتخابية في المملكة المتحدة الممثلة في مجلس العموم في برلمان المملكة المتحدة.
عضو البرلمان الذي يمثلها حالياً هو :Mr Gordon Marsden (Lab).